# Cá nóc gai thô dài
Cá nóc gai thô dài, danh pháp là Cyclichthys orbicularis, là một loài cá biển thuộc chi Cyclichthys trong họ Cá nóc nhím. Loài này được mô tả lần đầu tiên vào năm 1785.

## Từ nguyên
Tính từ định danh orbicularis trong tiếng Latinh mang nghĩa là "có hình cầu", hàm ý đề cập đến hình dạng của loài cá này khi phồng lên.

## Phạm vi phân bố và môi trường sống
Từ Biển Đỏ, cá nóc gai thô dài được phân bố rộng khắp khu vực Ấn Độ Dương - Thái Bình Dương, trải dài về phía đông đến Philippines, ngược lên phía bắc đến vịnh Ba Tư, đảo Jeju (Hàn Quốc) và Nhật Bản, giới hạn phía nam đến Nam Phi, Úc và Nouvelle-Calédonie.
Cá nóc gai thô dài sống trên nền cát hoặc bùn, gần các rạn san hô hay cụm bọt biển lớn (hải miên), được tìm thấy ở độ sâu khoảng từ 9 đến ít nhất là 170 m.

## Mô tả

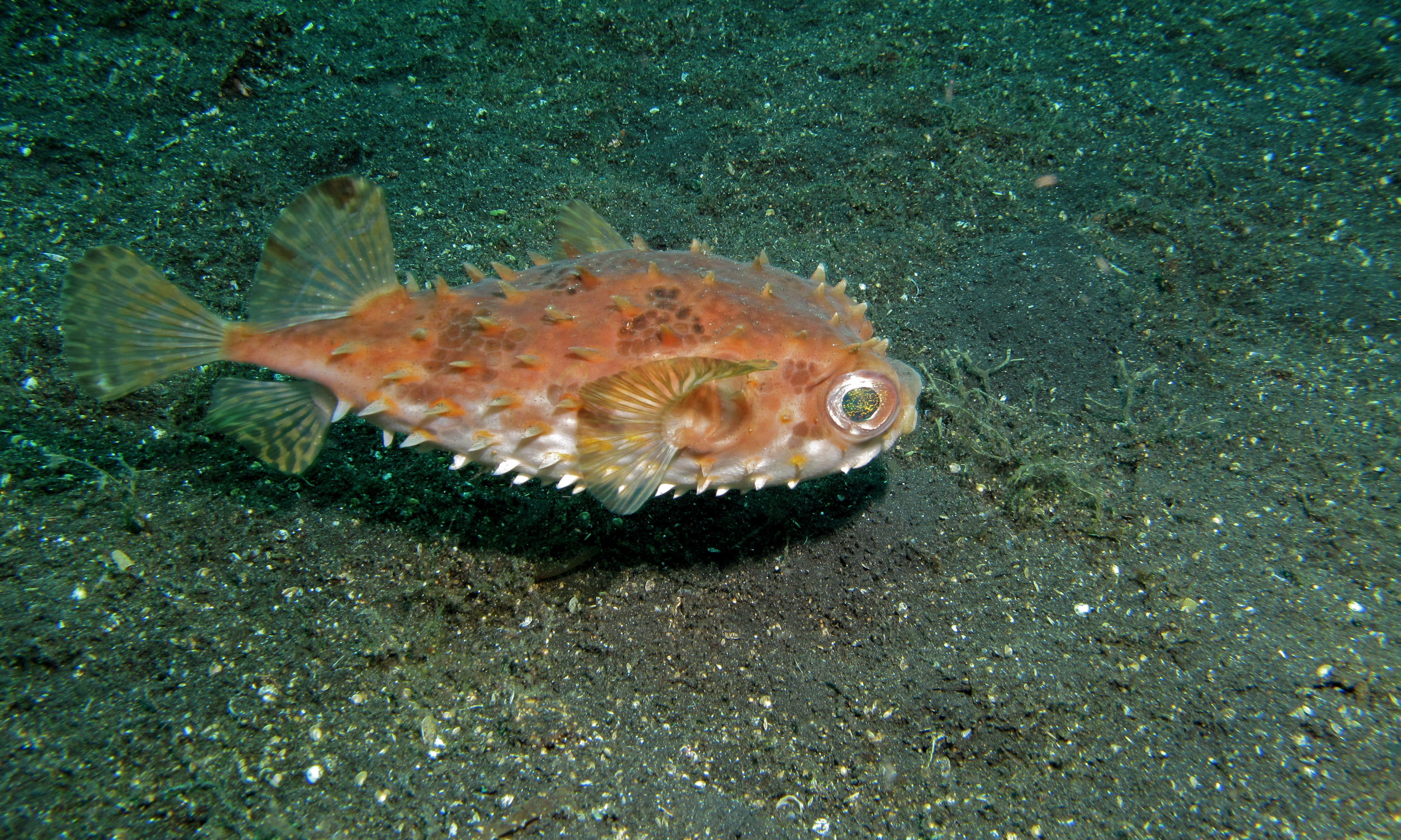
Cá nóc gai thô dài

Chiều dài cơ thể lớn nhất được ghi nhận ở cá nóc gai thô dài là 30 cm.
Thân màu nâu xám, bụng trắng, được phủ đầy các gai nhọn và cứng. Gốc các gai có thể có chấm trắng hoặc vàng; các gai ở bụng không có chấm đen. Nửa thân phía lưng có nhiều chấm và cụm vệt đen nằm giữa các gai, con non chỉ có các chấm đen.
Số tia vây ở vây lưng: 11–13; Số tia vây ở vây hậu môn: 10–12; Số tia vây ở vây ngực: 18–21; Số tia vây ở vây đuôi: 8.

## Sinh học
Theo kết quả khảo sát ở Việt Nam vào năm 2004–2005 thì chưa thấy độc tính ở cá nóc gai thô dài, nhưng điều này không có nghĩa là trong tương lai chúng hoàn toàn không có độc.
Cá nóc gai thô dài có thể hoạt động cả về đêm. Thức ăn của chúng là các loài thủy sinh không xương sống có vỏ cứng.